# 櫻井鴻有
櫻井 鴻有（さくらい こうゆう、1906年（明治39年） – 1960年（昭和35年））は、昭和時代の日本画家。生涯にわたり立山を主題に描き続けた。

## 経歴
富山県高岡市に生まれる。富山県立工芸学校図案科（現・富山県立高岡工芸高等学校）を経て、1927年京都市立絵画専門学校（現・京都市立芸術大学）に入学、後に同校研究科に進む。1930年第11回帝展に「北越山村」で初入選、以後同展、新文展に出品。1945年高岡に疎開。以後、郷土で日本画の発展に尽力した。

## 作品
- 「北越山村」（1930年）高岡市立美術館蔵[1]
- 「高原の春」（1933年）個人蔵　　第14回帝展
- 「暮秋（上高地）」（1934年）個人蔵　　第15回帝展
- 「馬場島の秋」（1936年）　第1回帝展（改組）
- 「薬師の印象」（1936年）　第1回　文展（新文展）
- 「春の上高地」（1943年）個人蔵　　第6回　文展
- 「立山風景」（1946年）[2]
- 「霧立つ高原」（1950年）個人蔵　　第6回　日展
- 「月明」（1960年）高岡市立美術館　　第15回　県展
- 「残雪の劔」（1960年）　　第3回　日展
- 「立山雪景」　富山県蔵（富山県高岡文化ホール展示）
- 「聖徳太子」　高岡大仏内部

## 書籍
- 『画集櫻井鴻有』 櫻井鴻有顕彰会 1983年